# Gastroplastica verticale
La gastroplastica verticale è un intervento di chirurgia bariatrica di tipo gastroresettivo che consiste nel creare una piccola tasca gastrica, comunicante con il resto dello stomaco attraverso uno stretto orifizio chiamato neopiloro, grazie al posizionamento di una banderella in polipropilene estensibile. Questo intervento permette di raggiungere rapidamente un grado di sazietà pur avendo ingerito poche quantità di alimenti.

## L'intervento nel dettaglio
La tasca gastrica può essere formata seguendo due tecniche:
- secondo Mason: la tasca viene separata attraverso una cucitura dello stomaco;
- secondo MacLean: la tasca viene tagliata e cucita nello stesso tempo da una suturatrice meccanica in modo che rimanga separata dal resto dello stomaco ed evitare il rischio di un cedimento delle cuciture.

Con questo intervento si ottiene una riduzione del 50/60% circa del peso in eccesso presente nel periodo precedente all'operazione.
Con l'ablazione termica viene asportato dalla parete al fondo dello stomaco uno strato di mucosa ricco di grelina, ormone della fame. La combinazione con la gastroplastica verticale permette una riduzione del peso del 29-32% a 18 mesi.

## I vantaggi
- buon calo ponderale
- tecnica esecutiva semplice
- la tecnica MacLean può essere effettuata attraverso laparoscopia
- bassa percentuale di complicanze

## Gli svantaggi
- richiesto un forte coinvolgimento del paziente nel seguire un regime dietetico adeguato
- intervento non consigliato ai pazienti che soffrono di disturbi del comportamento alimentare
- non del tutto reversibile dal punto di vista anatomico

## Rischi connessi all'intervento
I rischi che potrebbero insorgere a distanza di tempo dopo gastroplastica verticale sono:
- restringimento cicatriziale dove viene messa la benderella associato a vomito,
- la benderella potrebbe “consumare” la parete dello stomaco; nella maggior parte dei casi viene eliminata con le feci,
- fistola gastro-gastrica: si può creare un passaggio diretto tra la tasca gastrica e l'altra parte dello stomaco,
- un'abbondanza di cibo ingerito può provocare la dilatazione della tasca gastrica, ciò determina il recupero del peso,
- rari episodi di reflusso gastro-esofageo, che potrebbe causare esofagite.

È da tenere presente che la maggior parte di queste complicanze risultano essere risolvibili attraverso un nuovo intervento chirurgico
Su 13.871 interventi raccolti nel Registro Italiano della Società Italiana di Chirurgia dell'Obesità e delle Malattie metaboliche (S.I.C.OB.) la mortalità operatoria è stata dello 0.15% a seguito di interventi di gastroplastica in generale.